# Luxemburger Zwangsrekrutierte

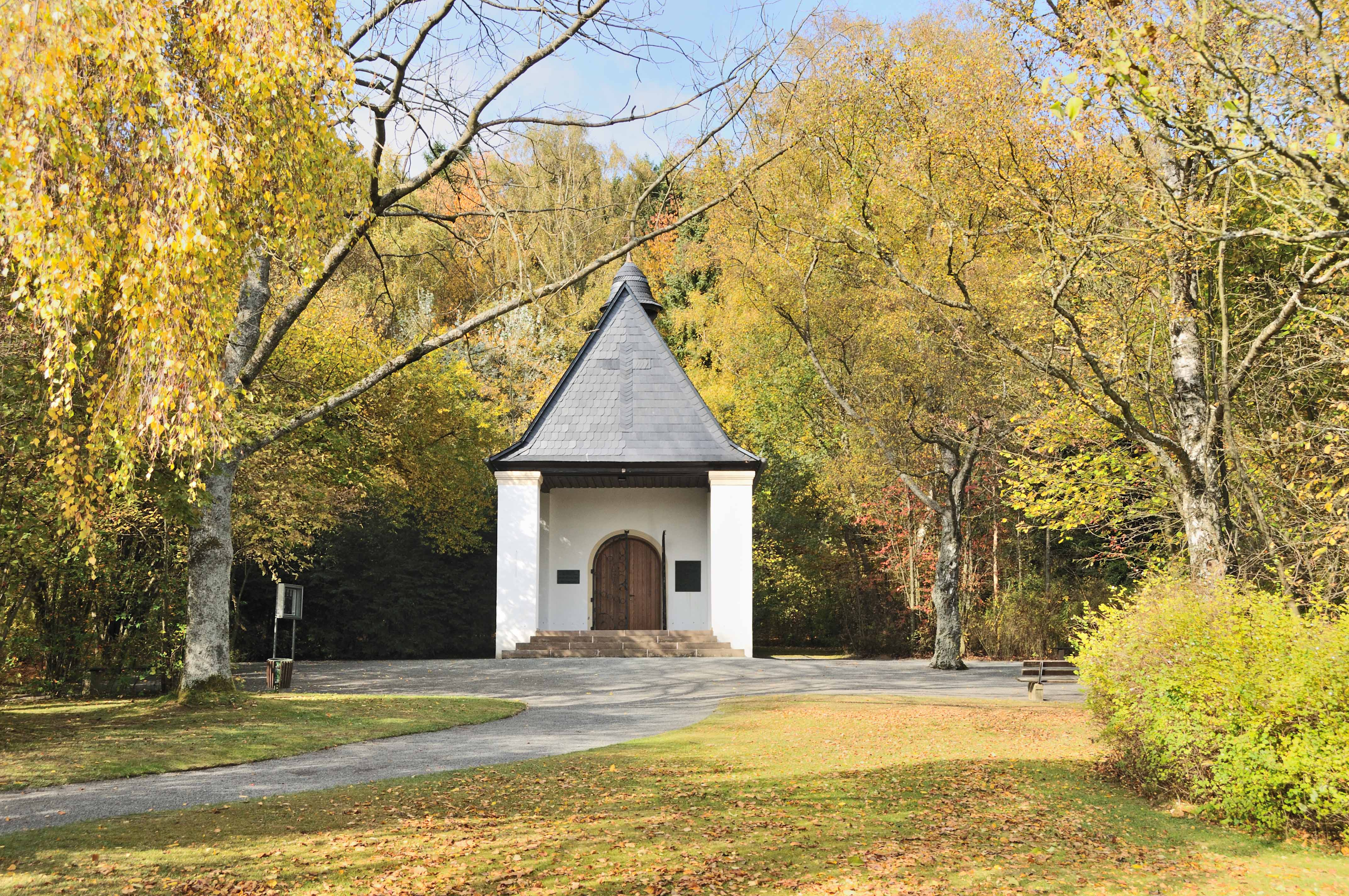
Kapelle im KZ Hinzert, errichtet zum Gedenken an die Luxemburger Häftlinge, darunter viele, die sich der Rekrutierung entziehen wollten oder am Generalstreik beteiligt waren

Als Luxemburger Zwangsrekrutierte (luxem. Zwangsrekrutéierten, umgangssprachlich Oons Jongen) werden die Luxemburger Männer bezeichnet, die während des Zweiten Weltkrieges in der deutschen Wehrmacht gegen ihren Willen Dienst leisten mussten. Der entsprechende Ausdruck für die rund 130.000 zwangsweise eingezogenen elsässischen und lothringischen Soldaten heißt auf Französisch Malgré-nous.

## Zweiter Weltkrieg

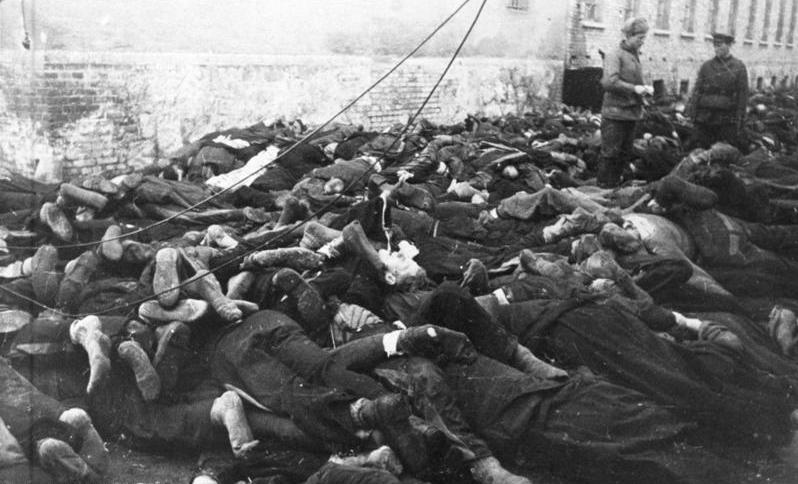
Sowjetische Soldaten zwischen ermordeten Häftlingen, Zuchthaus Sonnenburg, 1945

Schon 1940 wurden erste Schritte unternommen die Luxemburger Männer in das System des Reichsarbeitsdienstes und des Wehrdienstes zu integrieren. Luxemburg wurde dem Wehrkreiskommando XII in Wiesbaden zugeordnet und 1941 lief die Freiwilligenwerbung an.
Als Zwangsrekrutierte (frz. Enrôlé de force) werden (zumeist) junge Menschen bezeichnet, die gezwungen werden, in einer fremden Armee zu dienen. Die Wehrpflicht für „deutschstämmige Luxemburger“ im CdZ-Gebiet Luxemburg wurde am 30. August 1942 durch Gauleiter Gustav Simon angekündigt. Dieser hatte zunächst die Wehrpflicht abgelehnt und auf die Freiwilligenwerbung von Volksdeutschen gesetzt, aber Bürckel (CdZ Lothringen) und insbesondere Wagner (CdZ Elsass) hatten über Bormann bei Hitler auf die Einführung der Wehrpflicht gedrängt. Zu Beginn betraf diese Regelung lediglich die Jahrgänge 1920 bis 1924, später wurde die Wehrpflicht auf die Jahrgänge 1925 bis 1927 erweitert. Mit dem Eintritt in die Wehrmacht oder Waffen-SS erhielten die Luxemburger Soldaten sowie ihre Ehefrauen und minderjährigen Kinder die deutsche Staatsangehörigkeit als „bewährte Deutsche“ verliehen. Eigentlich verstieß die damalige deutsche Regierung gegen ihr eigenes Wehrgesetz vom 21. Mai 1935, das die Reichszugehörigkeit als Voraussetzung für die Wehrpflicht vorschrieb. Der Erlass führte zum Luxemburger Generalstreik, der jedoch niedergeschlagen wurde. Luxemburger, die sich der Zwangsrekrutierung entziehen wollten oder sich am Streik beteiligten, wurden in das KZ Hinzert in der Nähe von Trier deportiert.
Manche Wehrpflichtigen flüchteten vor dem Dienstantritt ins Ausland und schlossen sich dort teilweise zum eigenen Schutz den Widerstandsbewegungen des Maquis oder der belgischen Armée Blanche an. Gegen die unerlaubte Abwanderung und deren Beihilfe drohten Zuchthaus und Todesstrafe. Helfern und Familienangehörigen von Fahnenflüchtigen drohten Gefängnisstrafen und Vermögensentzug. Simon setzte sich dafür ein, dass Luxemburger Wehrkraftzersetzer, Selbstverstümmler und Fahnenflüchtige mit dem Tode bestraft werden sollten. Ein Zufluchtsort für Luxemburger Männer war die Galerie Hondsbësch, ein stillgelegter Bergwerksteil bei Niederkorn, in dem sich zeitweise bis zu 122 Flüchtlinge verbargen.
Ähnliche durch die deutsche Zivilverwaltung erlassene Regelungen zur Wehrpflicht führten dazu, dass die männlichen Elsässer, Lothringer aus dem CdZ-Gebiet Lothringen, und die deutschsprachigen belgischen Wehrtauglichen aus den sogenannten Ostkantonen eingezogen wurden. Besonders der Umstand, dass die Wehrpflichtigen gegen die eigenen Alliierten kämpfen mussten, war für die Betroffenen schlimm.
Zwischen 1943 und 1945 gerieten 1900 Luxemburger Zwangsrekrutierte in sowjetische Kriegsgefangenschaft, von denen etwa 1000 ins Kriegsgefangenenlager Tambow kamen. 165 überlebten die Bedingungen dort nicht und liegen auf dem benachbarten Friedhof von Rada. 38 verstarben im Krankenhaus von Kirsanow und 50 weitere kamen auf dem Rückweg in die Heimat ums Leben.
Im Zuchthaus Sonnenburg wurden am 30. Januar 1945 kurz vor der Befreiung durch die Rote Armee bei einem Endphaseverbrechen auch 91 Luxemburger (meist Zwangsrekrutierte) ermordet.
Der Historiker Quadflieg gibt an, dass 10.211 Männer einberufen wurden, von denen 1.764 gefallen sind und 1.974 vermisst werden. Etwa 1.200 flüchteten vor ihrer Einberufung und 2.300 desertierten bzw. liefen zum Feind über. Damit entzogen sich etwa 34,5 % dem Dienst.

## Nachkriegszeit

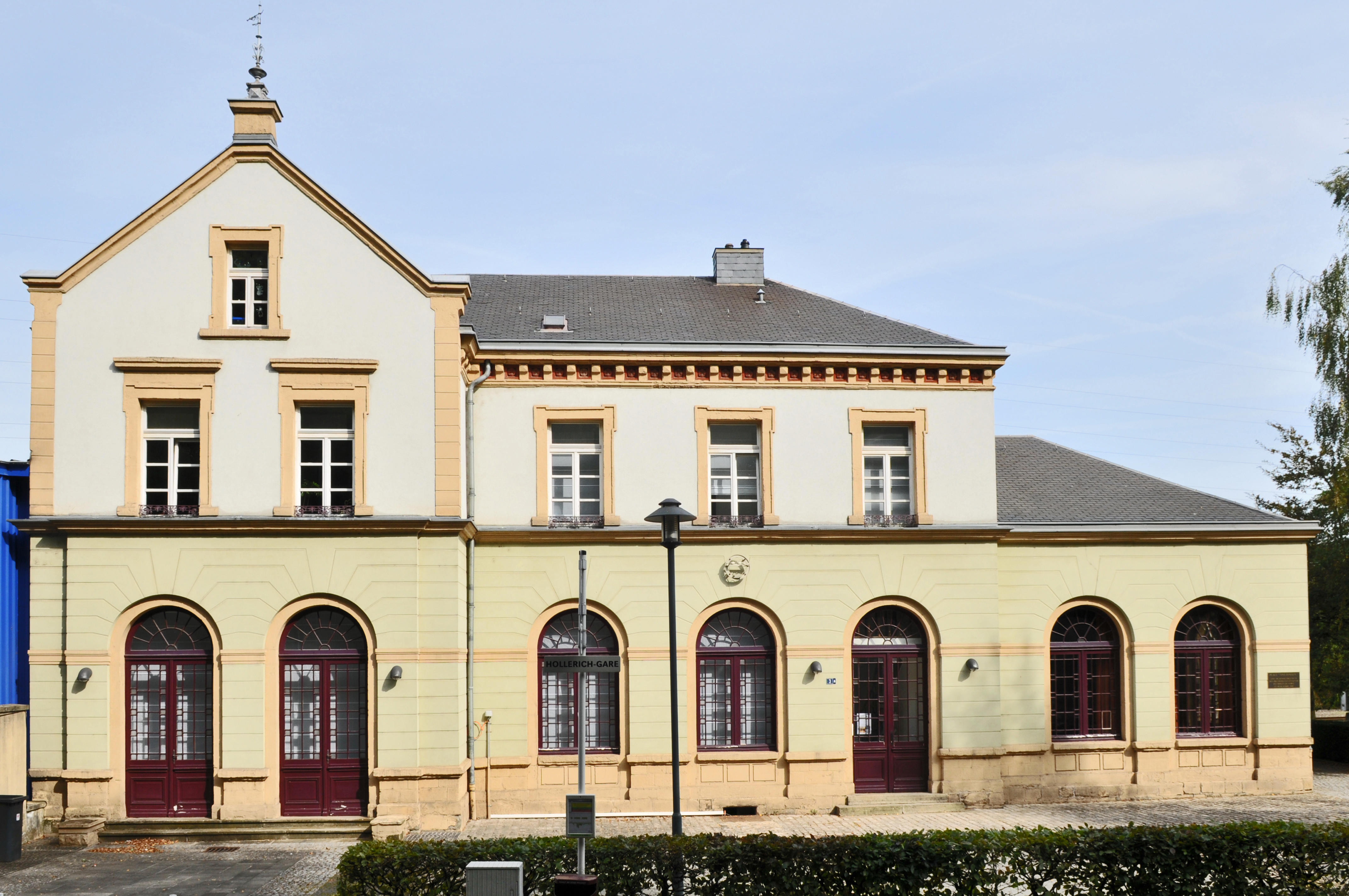
Gedenkstätte ehemaliger Bahnhof Hollerich

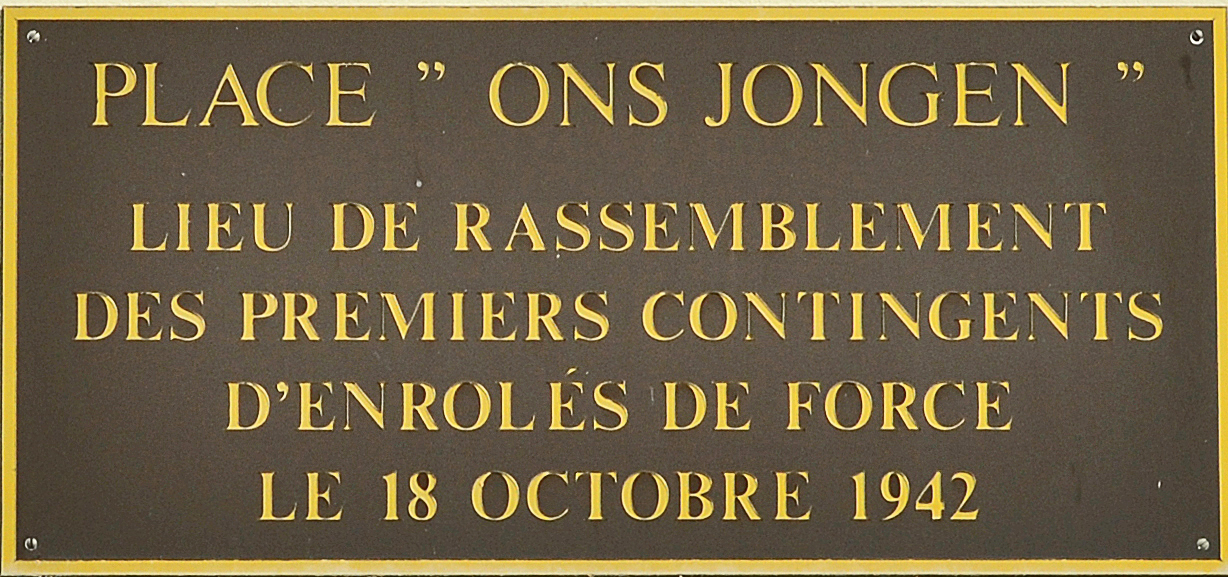
Gedenkinschrift am Bahnhof Hollerich

1960 gründeten die westeuropäischen Zwangsrekrutierten aus dem Elsass, Lothringen, Luxemburg und Belgien die „Internationale Föderation der Zwangseingezogenen, Opfer des Nazismus“ mit Sitz in Luxemburg und veröffentlichten 1965 das Memorandum „La Grande Honte“ (Die große Schande), um Druck für eine Entschädigung aus Deutschland aufzubauen. 1972 erkannte das Auswärtige Amt die Zwangseingliederung in die Wehrmacht als elementaren Menschenrechtsverstoß an, hielt aber Entschädigungszahlungen erst nach Abschluss eines Friedensvertrages für möglich. In den 1980er Jahren zahlte die deutsche Bundesregierung 250 Millionen DM als symbolische Entschädigung in einen Fonds, d. h. etwas mehr als 3000 DM pro Person an die noch lebenden etwa 80.000 Betroffenen.
2012 wurde auf dem Friedhof „Peter und Paul“ in Tambow ein Denkmal für die zwangsrekrutierten Luxemburger des Gefangenenlagers Tambow eingeweiht.
Im ehemaligen Bahnhof Hollerich, von dem die Zwangsrekrutierten abfuhren, wurde 1996 als Gedenkstätte das Mémorial de la Déportation eingerichtet, das an die Deportation der Juden, Zwangsrekrutierten und Widerständler erinnert.